# Ривера, Ная
На́я Мари́ Риве́ра (англ. Naya Marie Rivera; 12 января 1987 — 8 июля 2020) — американская актриса, певица, фотомодель, телеведущая и писательница. Наиболее известна по роли Сантаны Лопес в телесериале «Хор» (2009—2015), за которую она получила множество наград и номинаций на различные премии.

## Ранние годы
Ная Ривера родилась в Санта-Кларите, штат Калифорния, в семье Иоланды Превитир (урождённая Уайт) и Джорджа Риверы. Ривера была старшей из трёх детей: её младший брат Майкл Ривера (р.1990), бывший игрок НФЛ, а младшая сестра модель Никейла Ривера (р.1994). Ная имела пуэрто-риканские, африканские и немецкие корни. Когда ей было восемь месяцев, она вместе с матерью переехала в Лос-Анджелес, где стала ребёнком-моделью.

## Карьера

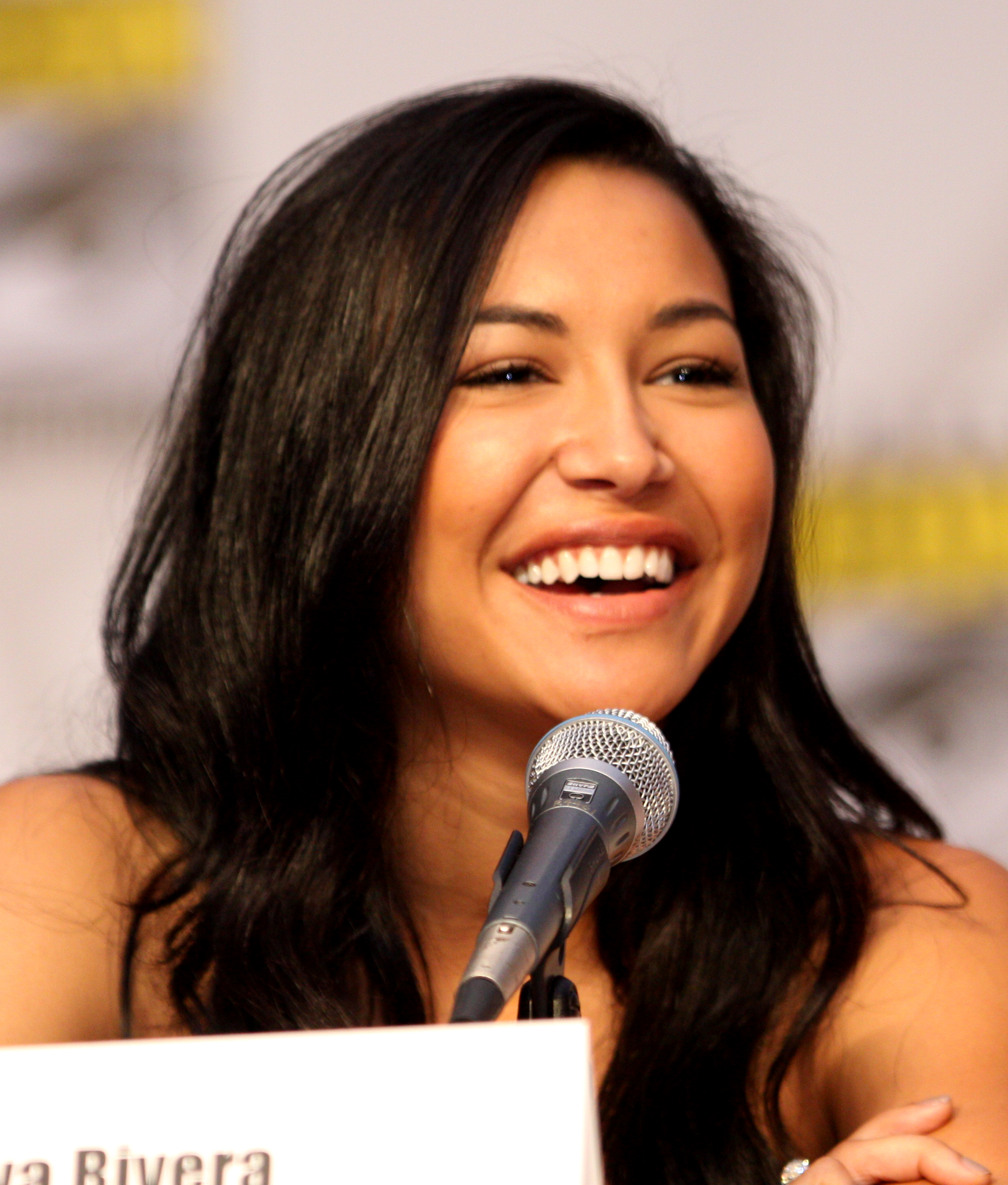
Ривера на San Diego Comic-Con International в июле 2010 года

Как ребёнок-модель, она появилась во множестве рекламных роликов, в том числе и в нескольких для магазина «Kmart». В возрасте четырёх лет состоялся её актёрский дебют, с одной из главных ролей в комедийном сериале «Королевская семья». Хотя шоу стартовало достаточно хорошо, после смерти ключевой звезды сериала, Рэдда Фокса, рейтинги быстро пошли вниз, и, в конечном счёте, канал закрыл шоу после одного сезона. За роль в сериале получила номинацию на премию «Молодой актёр».
С 1992 по 2002 год она, в основном, исполняла эпизодические роли в таких телесериалах, как «Принц из Беверли-Хиллз», «Дела семейные», «Live Shot», «Спасатели Малибу», «Smart Guy», «The Jersey», «House Blend», «Even Stevens» и «Мастер перевоплощения».
В 2002 году она появилась в музыкальном видео группы B2K на песню «Why I Love You». В том же году сыграла в ситкоме «The Bernie Mac Show». В последующие годы она появилась в сериалах «8 простых правил для друга моей дочери-подростка» и «C.S.I.: Место преступления Майами».
В 2009 году Ривера получила роль чирлидерши Сантаны Лопес в музыкальном телесериале «Хор». Её персонаж второго плана был хорошо встречен критиками и зрителями в первом сезоне и, начиная со второго сезона, стал одним из центральных героев. Со второго сезона Ривера также начала получать сольные номера в сериале, первый из которых был в пятом эпизоде второго сезона под названием «The Rocky Horror Glee Show». В последующих эпизодах её сюжетной линии отводилось всё больше и больше экранного времени. Во втором сезоне было объявлено, что Сантана является лесбиянкой, которая испытывала чувства к своей подруге Бриттани. Она получила благоприятные отзывы от критиков за исполнение своей роли. Она покинула шоу пятого сезона, но ненадолго вернулась в шестом.
В 2010 году Ривера заняла 61 место в списке «100 самых сексуальных женщин» по версии журнала «Maxim», а год спустя поднялась до 43 места. В 2011 году AfterEllen.com поставил её на первое место в списке «100 самых сексуальных женщин». Ривера стала первой, кому удалось повторить этот результат и в 2012 году.
В 2014 году Ривера дебютировала на большом экране с ролью злодейки в триллере «Дом».
В 2015 году, после ухода из «Хора», Ривера присоединилась к актёрскому составу мыльной комедии Lifetime «Коварные горничные» в роли новой горничной, одновременно становясь периодической соведущей дневного шоу ABC «The View».

## Личная жизнь
В 2000—2004 годах встречалась с актёром Таджем Маури.
С 2009 по 2011 год Ривера встречалась с актёром Марком Саллингом, коллегой по сериалу «Хор». Подтверждение этому было дано Наей в её книге «Sorry Not Sorry: Dreams, Mistakes, and Growing Up».
В апреле 2013 года стало известно, что Ная начала встречаться с рэпером Биг Шоном. Они объявили о своей помолвке в октябре того же года, однако в марте 2014 года пара рассталась.
После разрыва с Биг Шоном начала встречаться с актёром Райаном Дорси. Они поженились 19 июля 2014 году в Кабо-Сан-Лукасе, Мексика. 24 февраля 2015 года Ная объявила, что они с Райаном ждут ребёнка. Их сын, Джози Холлис Дорси, родился 17 сентября 2015 года. В своих мемуарах Ривера призналась, что она сделала аборт от Дорси в 2010 году, с которым она в то время встречалась, но бросила его из-за карьеры в сериале «Хор». В ноябре 2016 году Ная подала на развод с Райаном, после двух лет брака. В октябре 2017 года Ривера отозвала документы о разводе. В конце ноября 2017 года Ривера была арестована и обвинена в домашнем насилии против Дорси после того, как она якобы ударила его по голове во время прогулки с их сыном. В декабре 2017 года Ривера снова подала на развод. Позже в том же месяце Ривера и Дорси договорились временно разделить опеку над их общим сыном. В январе 2018 года обвинения с Риверы в домашнем насилии были сняты по просьбе Дорси. 14 июня 2018 года их развод был официально оформлен.
С марта по август 2017 года встречалась с актёром Дэвидом Спейдом.

## Гибель
8 июля 2020 года Ривера была объявлена пропавшей без вести после того, как её четырёхлетний сын Джози был найден один в арендованной ею лодке на озере Пиру, искусственном водохранилище в Национальном лесу Лос-Падрес в округе Вентура, штат Калифорния. Поиски Риверы и Джози начались в 4 часа дня по Гринвичу, через три часа после того, как они покинули док, когда их аренда на лодку закончилась и они не вернулись. Другой лодочник обнаружил Джози одного, спящего на лодке в спасательном жилете, около 5 часов вечера. Лодка находилась в узком месте на севере озера, которое может быть довольно глубоким и ветреным. На борту лодки был найден спасательный жилет для взрослых, а также удостоверение личности Риверы. Джози рассказал следователям, что они купались, мать помогла ему забраться обратно в лодку, но сама не смогла подняться на борт и исчезла под водой. Озеро Пиру известно своими сильными, непредсказуемыми течениями и водоворотами. Автомобиль Риверы, чёрный Mercedes G-Wagen, был найден на стоянке.
В тот же вечер департамент шерифа округа Вентура приостановил поисково-спасательную операцию из-за неблагоприятных условий для поиска. Озеро было закрыто для посещений, в поисках принимала участие команда дайверов со всего региона. 9 июля департамент шерифа подтвердил NBC, что Ривера, предположительно, мертва. В первый же день поисков на суше были предприняты попытки выяснить, удалось ли Ривере выбраться из озера; отсутствие улик и свидетельство Джози, рассказавшего полицейским, что он видел, как его мать исчезла под водой, заставили их перейти от спасательной операции к поиску тела. Они также выпустили по закрытому телевидению видеоматериал с камер наблюдения, как Ривера и её сын прибывают на стоянку и покидают док на арендованной лодке.
10 июля число задействованных дайверов сократилось примерно со 100 до 40. Департамент шерифа объяснил, что видимость озера настолько плохая, что, вероятно, Ривера будет найдена с помощью гидролокаторных устройств. Вместе с водолазными командами и гидролокаторами на озере были задействованы собаки-ищейки.
Утром 13 июля 2020 года, после пятидневных поисков, в озере Пиру было обнаружено тело около 9:30 утра по местному времени. На пресс-конференции, состоявшейся позже в тот же день, было подтверждено, что тело принадлежит Ривере. Она была официально объявлена мёртвой 13 июля, что отражено в свидетельстве о смерти, хотя в документе говорится, что она умерла «в течение нескольких минут». Шериф округа Вентура предположил, что Ривера и её сын, возможно, плавали и попали в отбойное течение, что является обычным явлением на этом озере, особенно во второй половине дня. Он также предположил, что, возможно, лодка начала дрейфовать из-за ветра и сильного течения и Ривера с сыном изо всех сил старались вернуться к лодке, которая была найдена без якоря. Шериф также пришёл к выводу, что она, вероятно, «собрала достаточно энергии, чтобы спасти своего сына, но недостаточно, чтобы спасти себя», отметив, что Джози рассказал, как его мать толкнула его обратно в лодку. 14 июля судмедэксперт округа Вентура обнародовал отчёт вскрытия, в котором говорилось, что смерть Риверы наступила в результате утопления и что нет никаких признаков травм, наркотиков и алкоголя в крови. На пресс-конференции Департамента полиции округа Вентура журналистам сообщили, что тело было найдено к северу от бухты Диабло.
24 июля 2020 года Ная Ривера была похоронена на кладбище Голливуд-Хиллз.